# Herman Snijders
Herman Christoffel Snijders (Willemstad, Curazao, 25 de diciembre de 1953-Ámsterdam, 30 de septiembre de 2021) fue un compositor, director y trombonista de Surinam.

## Biografía
Snijders recibió las primeras clases de música de su tío Edgar Snijders (1923-1990), en 1974 asume como director de la Banda Militar TRIS en Surinam. Desde 1977 Herman conduce varias orquestas de armonía y fanfarria. A partir de 1982 estudió en el Conservatorio Real en La Haya. En 1986 comenzó a desempeñarse como empleado y consultor del Ministerio de Cultura. En 1987 asumió como director de cultura de Surinam, fue director de la Escuela Nacional de Folklore de Paramaribo, en Surinam. 
Como compositor ha escrito una Misa, obras para orquesta y percusión, guitarra y música de cámara.

## Composiciones

### Obras para orquesta
- Hoe wij hier ook samen kwamen,

### Misas y música sacra
- 1991 Mis in F-groot, para solistas, coro y orquesta

### Obras para orquesta
- 1978 Gospelatic
- 1981 Pina Colada
- 1981 Poku Gi Wan Konmakandra, música para una fiesta
- 1982 Tango For A toreador
- 1982-1983 Concierto Típico, para guitarra y orquesta
  1. Danza Gitana
  2. Cantilena
  3. Burlesca
- 1986 Band Event
- 1986 Paramaribo, suite sobre melodías de Surinam para orquesta
  1. Mus' dei
  2. Mamenten tori
  3. Lenki koksi
- 1988 Prelude and March
- 1990 Cirandihna, Lambada
- 1990 Lambadina
- 1996 The Musicians

### Música de cámara
- Yopi (Kaseko Music), para ensamble de cobres

### Obras para piano
- 2002 One years of Classical Music in the Guianas: Selected Pieces for Pianoforte (samen met: Joycleynne Loncke)

### Obras para guitarra
- Música de guitarra de Surinam
  1. Odi, Odi, "Fu san ede mi mu dede"
  2. "Badji"
  3. "Nanga palm wi de go"
  4. Kamalama
  5. Uma